# Daimler Regency
Die Daimler Regency sind Oberklassefahrzeuge des britischen Automobilherstellers Daimler, die mit eineinhalbjähriger Unterbrechung von 1951 bis 1958 gebaut wurden. Die Regency-Reihe besteht drei Serien, deren letzte die Bezeichnung Daimler One-0-Four trägt. Neben den Standardausführungen gab es jeweils auch Sonderversionen, zu denen der Sportsman sowie verschiedene Empress-Modelle mit Hooper-Karosserien gehören. Im Laufe der Jahre entstand so eine weit gefächerte, verschachtelte Modellpalette mit unterschiedlichen Aufbauten und Motorisierungen. Ungeachtet dieser Vielfalt war die Regency-Reihe nicht erfolgreich. Alle Varianten zusammengenommen, entstanden weniger als 1000 Autos.

## Entstehungsgeschichte

Daimler Motor Company

Die 1896 gegründete Daimler Motor Company war in der ersten Hälfte des 20. Jahrhunderts einer der exklusivsten britischen Automobilhersteller. Das seit 1910 zur Birmingham Small Arms Company (BSA) gehörende Unternehmen lieferte regelmäßig Fahrzeuge für das britische Königshaus. Die Stellung des Unternehmens änderte sich nach dem Ende des Zweiten Weltkriegs, als der Konkurrent Vanden Plas nach und nach eine führende Rolle im Bereich der großen Limousinen übernahm. Daimler versuchte daraufhin, parallel zu den weiterhin produzierten Repräsentationsfahrzeugen mit dem kleineren Modellen preisgünstigere Marktsegmente zu bedienen.
Als Einstiegsmodell diente in der unmittelbaren Nachkriegszeit der DB18 und dessen weiterentwickelte Version Consort, die kleine Sechszylindermotoren hatten. Um die Lücke zu den großen Staatskarossen DE27 und DE36 zu schließen, führte Daimler 1951 ergänzend den Regency ein, der in technischer Hinsicht vom DB18/Consort abgeleitet war. Der Regency debütierte auf dem Pariser Autosalon 1951. Nachdem seine Produktion Anfang 1953 eingestellt worden war, kam es im Oktober 1954 zu einem Neustart mit einer überarbeiteten Version. Insgesamt war die Regency-Reihe weitgehend erfolglos. Alle Versionen zusammengenommen, entstanden in sieben Jahren weniger als 1000 Fahrzeuge. Der kleinere Daimler Conquest dagegen, der 1953 den DB18 als Einstiegsmodell ablöste, wurde bis fast zehnmal so oft gebaut. Der Regency war die technische Grundlage für die Repräsentationslimousine Regina, die 1955 den DE27 und den DE36 ersetzte und im Grunde ein verlängerter Regency war. Im August 1958 nahm der Majestic die Rolle der Regency-Reihe ein.

## Die einzelnen Modelle

### Übersicht
| Serie           | Modell                         | Chassisbezeichnung | Chassisbezeichnung | Produktion |
| Serie           | Modell                         | Rechtslenker       | Linkslenker        | Produktion |
| --------------- | ------------------------------ | ------------------ | ------------------ | ---------- |
| Regency Mark I  | Saloon                         | DF 300             | DF 301             | 7          |
| Regency Mark I  | Special Sports Convertible     | DF 302             | DF 303             | 3          |
| Regency Mark I  | Hooper Empress Mark II         | DF 302             | DF 303             | 33         |
| Regency Mark II | Saloon Mark II 3,5 Litre       | DF 304             | DF 305             | ca. 320    |
| Regency Mark II | Saloon Mark II 4,5 Litre       | DF 400             | DF 401             | ca. 25     |
| Regency Mark II | Hooper Empress Mark IIa        | DF 306             | DF 307             | 58         |
| Regency Mark II | Hooper Empress Mark III        | DF 308             | DF 309             | 14         |
| Regency Mark II | Sportsman Saloon               | DF 308             | DF 309             | 33–69      |
| Serie 3         | One-0-Four Saloon 3,5 Litre    | DF 310             | DF 311             | 559        |
| Serie 3         | One-0-Four Automatic           | DF 314             | DF 314             | 559        |
| Serie 3         | One-0-Four Saloon 4,5 Litre    | DF 402             | DF 403             | 559        |
| Serie 3         | Four Lights Saloon (Sportsman) | DF 310             | DF 311             |            |

### Erste Generation: Regency Mark I
Die erste Generation des Regency wird rückblickend als Mark I bezeichnet. Sie wurde von 1951 bis Anfang 1953 gebaut. Daimler bot drei verschiedene Karosserieversionen an, die jeweils auf der gleichen technischen Basis beruhen. Die Baureihe war weitgehend erfolglos. Alle Versionen zusammengenommen, entstanden bis Anfang 1953 maximal 50 Fahrzeuge, wahrscheinlich weniger. Ein wesentlicher Grund für die Erfolglosigkeit der ersten Regency-Reihe war die britische Steuerpolitik. Als der Regency Mark I auf den Markt kam, lag der Satz der beim Kauf des Autos fälligen Luxussteuer (Purchase Tax) bei 66,6 %. Eine angekündigte, aber immer wieder verschobene Steuersenkung veranlasste viele Interessenten zum Abwarten.

#### Gemeinsame technische Merkmale
Der Regency hat einen Leiterrahmen mit kreuzförmiger Verstrebung, der von dem Rahmen des Daimler DB18/Consort abgeleitet war. Alle Mark-I-Varianten haben einen Reihensechszylindermotor mit 3,0 Liter (2954 cm³) Hubraum. In der Basisversion leistet er 90 bhp (67 kW; 92 PS), die bei 4100 Umdrehungen pro Minute anfallen. 1952 erschien eine leistungsgesteigerte Version mit einem Zylinderkopf aus Aluminiumguss und einer Höchstleistung von 100 bhp (75 kW; 101 PS). Die Kraftübertragung übernimmt serienmäßig das bei Daimler seinerzeit noch übliche Vorwählgetriebe.

#### Versionen
- Basismodell ist der Saloon (Chassisbezeichnung DF301 für die rechts- und DF302 für die linksgelenkte Version), eine sechssitzige Stufenhecklimousine mit vier Türen und drei Fenstern auf jeder Seite (sog. Six Light), deren Aufbau dem traditionsreichen Karosseriehersteller Barker zugeschrieben wurde, tatsächlich aber in Daimlers eigenen Werksanlagen in Coventry entstand.[10] Mit der 90-bhp-Version des Reihensechszylinders erreicht der Saloon eine Höchstgeschwindigkeit von 131 km/h. Der Kaufpreis betrug bei Markteinführung 2.334 £ einschließlich Steuern. Damit war er deutlich teurer als ein ähnlich großer, aber wesentlich schnellerer Jaguar Mark VII. Bis zur Produktionseinstellung entstanden nur sieben Regency Saloons, von denen drei im 21. Jahrhundert noch existieren.[11] Einer der Saloons gehörte der Britischen Königinmutter.

- 1952 debütierte das als Barker Special Sports bezeichnete zweitürige Cabriolet (DF302/303), dessen Karosserie keinen Bezug zu der des Saloon hat. Es ist mit dem 100-bhp-Motor ausgestattet.[12][13] Der Preis lag bei der Vorstellung des Autos bei 2.661 £. Der Special Sports war „extrem selten“;[9] einige Quellen gehen davon aus, dass nur drei Fahrzeuge entstanden. Eins hat ein wie der spätere Sportsman ein Hardtop mit dreiteiliger Heckscheibe im Panoramastil.[14]

- Ebenfalls 1952 erschien der Empress II (DF302/303), eine Sonderversion mit einem Hooper-Aufbau, dessen Form der sogenannten Hooper Empress Line folgt. Mit ihm setzte Daimler eine Tradition der Sondermodelle fort, die 1950 beim kleineren DB18/Consort unter der Bezeichnung Empress Mark I begonnen hatte.[15] Die auf dem Regency basierenden Empress-II-Modelle sind üblicherweise (aber nicht ausnahmslos) sogenannte Six-Light-Limousinen mit drei Fenstern auf jeder Fahrzeugseite. Bis 1952 entstanden 33 Empress II.[16]

### Zweite Generation: Regency Mark II
Mehr als eineinhalb Jahre nach Einstellung der ersten Serie brachte Daimler im Oktober 1954 den Regency Mark II auf den Markt. Erneut waren mehrere Aufbauten und Motorisierungen erhältlich, die verschieden kombiniert wurden. Die zweite Serie des Regency blieb ein Jahr lang im Programm.

#### Gemeinsame technische Merkmale
Das Chassis des Regency Mark II wurde weitgehend unverändert vom Mark I übernommen. Neu waren zwei unterschiedlich große Motorisierungen. Eine auf 3,5 Liter vergrößerte Version des bekannten Reihensechszylindermotors war in Leistungsstufen von 107 bhp (80 kW; 109 PS) über 114 bhp (85 kW; 116 PS) bis 130 bhp (96 kW; 132 PS) erhältlich. Daneben bot Daimler eine 127 bhp (95 kW; 129 PS) starke Variante mit 4617 cm³ an, die – nicht ganz präzise – auch als „4,5 Litre“ bezeichnet wird.

#### Versionen
- Das Standardmodell war der Regency Mark II Saloon, der als DF 304/305 mit 3,5 Liter und als DF 400/401 mit 4,6 Liter Hubraum („4,5 Litre“) erhältlich war. Seine sechssitzige Six-Light-Karosserie ist von der des Mark I abgeleitet, ist aber 10 cm länger und im Bereich der Flanken anders gestaltet: Die vorderen Kotflügel laufen nun in geringerer Neigung nach hinten aus, und die hinteren Kotflügel schließen senkrecht ab. Der Kaufpreis für einen Saloon mit 3,5-Liter-Motor lag 1954 bei 2.324 £,[19] der für die „4,5-Litre“-Version bei 2.775 £.[18] Insgesamt baute Daimler 345 Fahrzeuge vom Typ Mark II Saloon, etwa zwei Dutzend davon hatten den größeren Motor.[17]

- Als sportliche Alternative zum Saloon war ab Oktober 1954 der viertürige Sportsman (DF308/309) mit Four-Lights-Karosserie (zwei Fenster auf jeder Fahrzeugseite) von Mulliners of Birmingham[20] erhältlich. Der Sportsman hat eine hintere Panoramascheibe, stark gewölbte hintere Kotflügel mit abgedeckten Rädern und kleinen Heckflossen.[21][18] Fahrwerk und Kraftübertragung waren leicht überarbeitet. Der Sportsman war mit dem 3,5-Liter-Motor (96 kW; 132 PS) zu einem Preis von 2.650 £[18] oder mit der 4,5-Litre-Version für 3.103 £[17] erhältlich. Der Sportsman ist selten. Je nach Quelle ist von insgesamt 33[22] oder 69 Fahrzeugen die Rede.[23]

- Auf der Basis des Regency Mark II baute Hooper wieder eine Empress-Variante, die als Mark IIa bezeichnet wird (DF306/307). Sie stimmt stilistisch vollständig mit dem Empress Mark II überein. Als Antrieb dient eine 114 bhp (85 kW; 116 PS) starke Version des 3,5-Liter-Motors. Das Getriebe und die Hinterachse entsprechend dem des Sportsman.[24] Von dieser Empress-Variante entstanden 58 Fahrzeuge.[25]

- Ab 1955 bauten die Hooper-Limousinen auf dem Chassis des bisherigen Sportsman (DF308/309) auf. Die äußerlich unveränderten, nun als Empress III bezeichneten Autos haben serienmäßig den 130 bhp starken Sportsman-Motor mit 3,5 Litern;[19] ein einzelnes Fahrzeug war abweichend mit dem „4,5-Litre“-Motor des One-0-Five ausgestattet. Bis 1957 baute Hooper insgesamt 14 Empress III.[26]

- Einzelne Regency-Chassis erhielten schließlich auf Kundenwunsch individuelle Karosserien. Dazu gehörte ein Coupé von Ghia-Suisse.[21]

#### Galerie

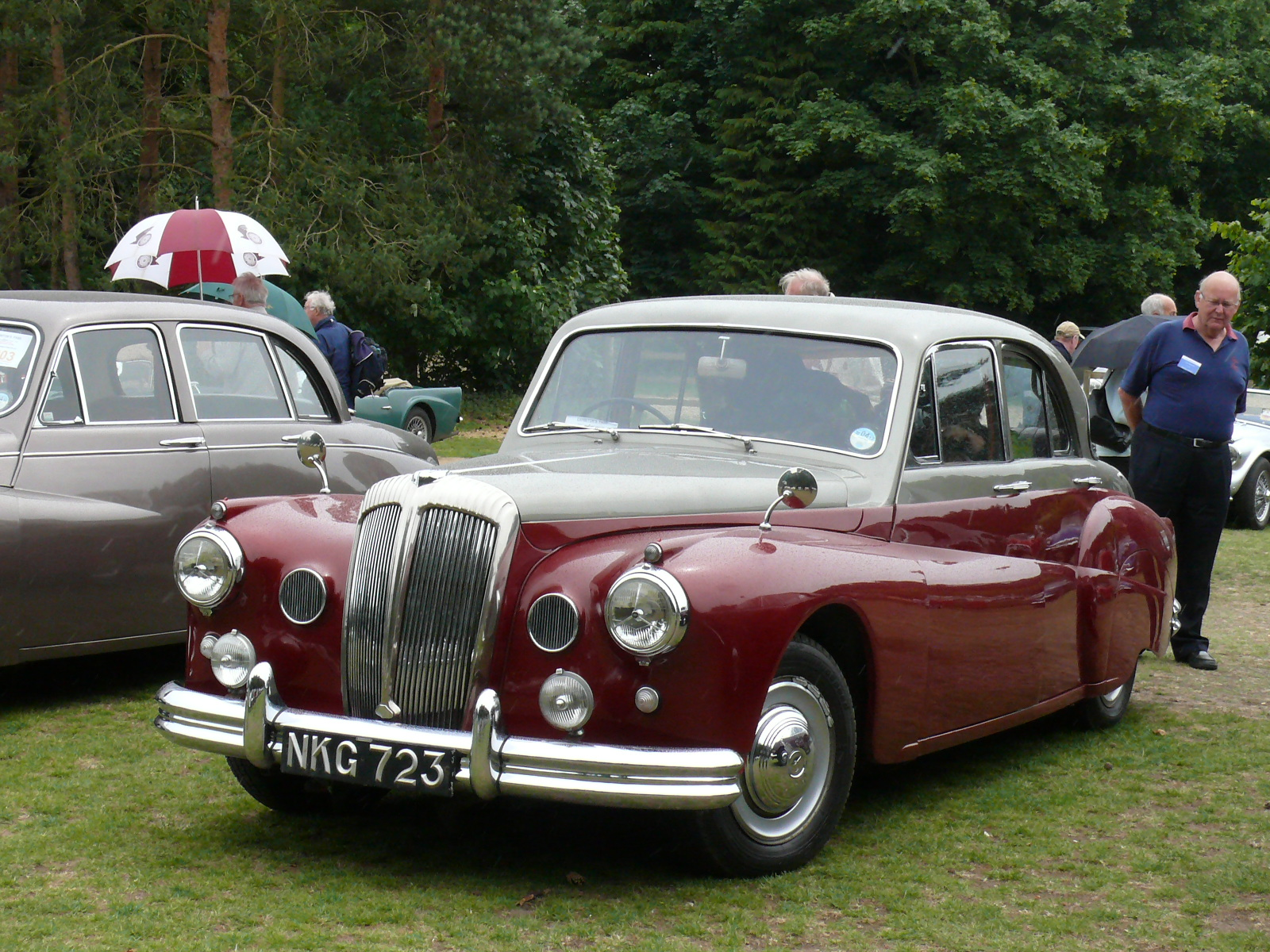
Daimler Sportsman
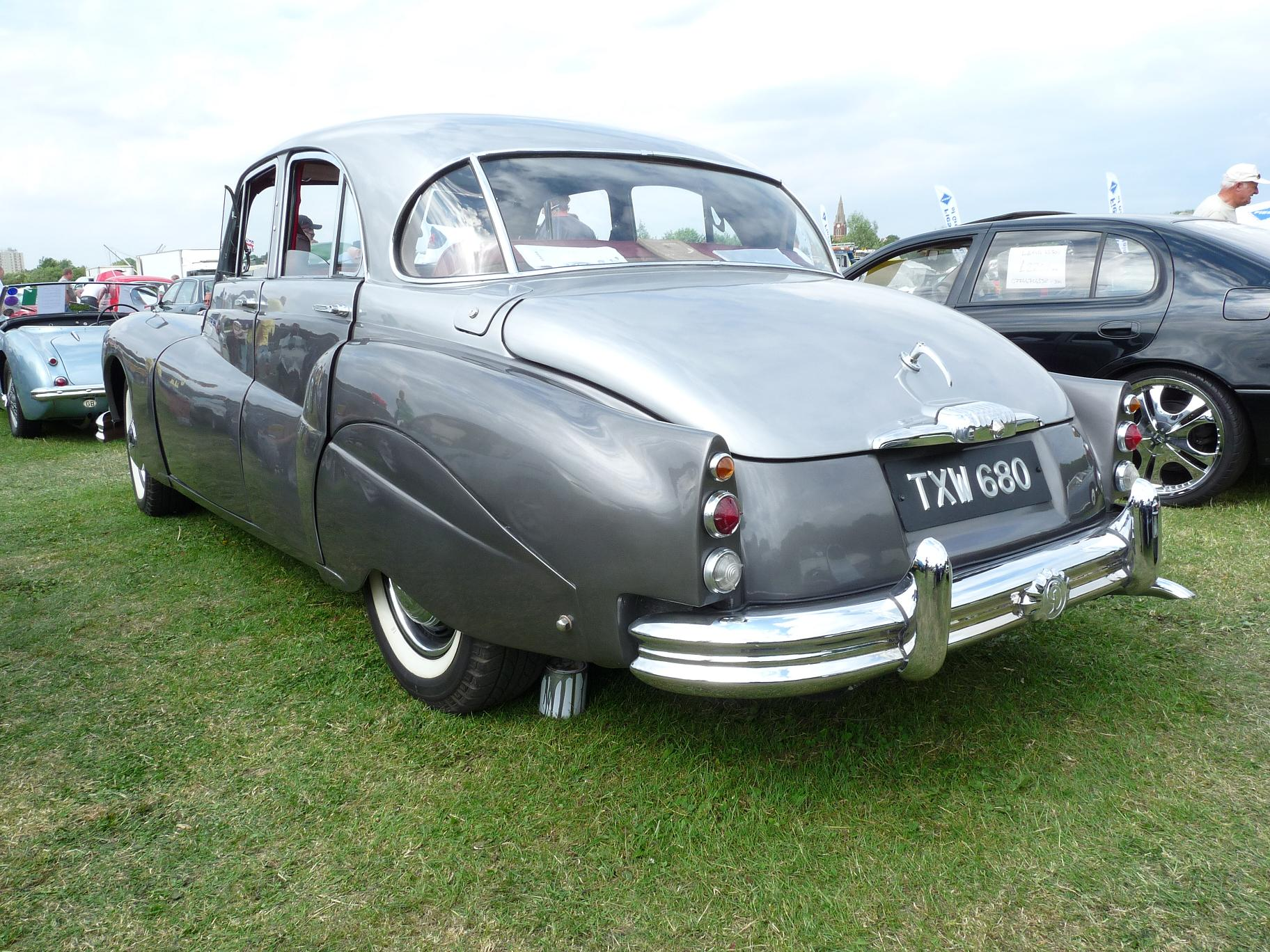
Daimler Sportsman
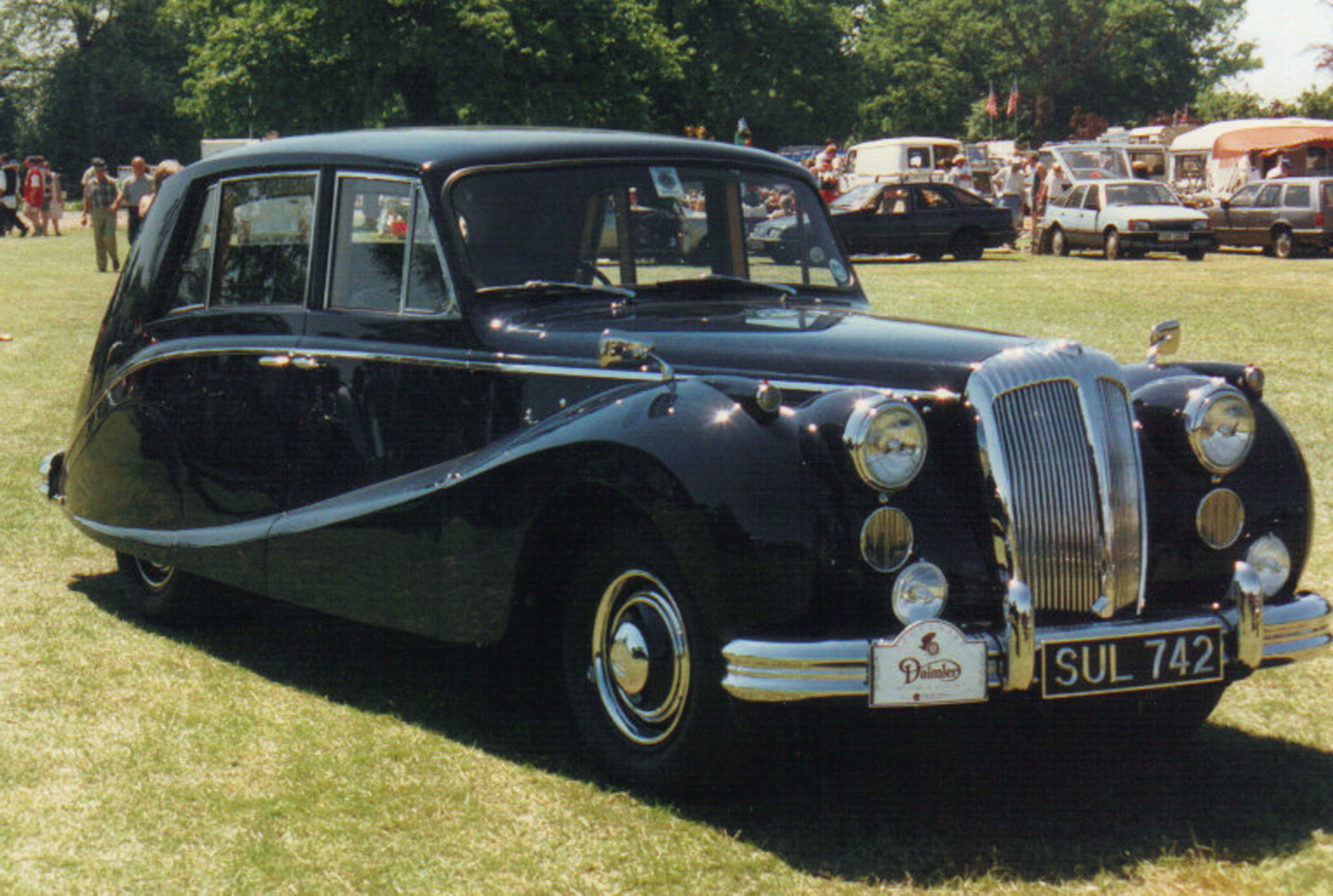
Einer von 14 Empress Mark III auf Sportsman-Chassis

### Dritte Generation
Ein Jahr nach der Einführung des Regency Mark II erschien im Oktober 1955 eine nochmals weiterentwickelte Version. Sie wurde werksseitig nicht als Regency Mark III bezeichnet; stattdessen erhielten die einzelnen Modelle individuelle Bezeichnungen. Die wesentlichen Änderungen betrafen die Motorisierung. Die Leistung des weiterhin 3,5 Liter großen Reihensechszylindermotors wurde auf 137 bhp (102 kW; 139 PS) angehoben; die „4,5-Litre“-Version kam nun auf eine Leistung von 167 hhp (124 kW; 169 PS). Äußerlich blieben die Six- und Four-Light-Limousinen unverändert. Parallel dazu gab es weiterhin Hooper-Limousinen im Empress-Stil (Empress Mark III); sie basieren aber auf den älteren Sportsman-Fahrgestellen und haben nicht die neuen, leistungsgesteigerten Motoren.

#### One-0-Four Saloon (DF310/311/314 und DF402/403)
Der bislang als Regency Mark II verkaufte Six-Light-Saloon mit Barker-Karosserie wurde nach der Einführung stärkerer Motoren in One-0-Four (für 104) umbenannt (intern DF310/311). Die neue Bezeichnung nimmt Bezug auf die Höchstgeschwindigkeit von 104 mph (167 km/h), die ein Vorserienmodell bei Testfahrten mit dem neuen 3,5-Liter-Motor erreicht hatte. Allerdings war dies ein besonders vorbereitetes Auto. Die Höchstgeschwindigkeit der Serienmodelle lag etwa bei 100 mph (161 km/h). Die Kraftübertragung übernahm serienmäßig weiterhin Daimlers bekanntes und inzwischen veraltetes Vorwählgetriebe.  Ab 1956 war alternativ eine Vollautomatik von BorgWarner erhältlich. Die mit ihnen ausgestatteten Fahrgestelle tragen die Bezeichnung DF314. Der Kaufpreis für einen 3,5-Liter-Saloon mit Vorwählgetriebe betrug 2.670 £.
Wie schon der Regency Mark II war auch der One-0-Four alternativ mit der 4617 cm³ großen „4,5-Litre“-Version des Reihensechszylindermotors erhältlich. Seine Leistung wurde ab 1956 auf 167 bhp (124 kW; 169 PS) angehoben. Von dieser intern DF402/403 bezeichneten Variante entstanden nur einzelne Fahrzeuge, die dem Werk zudem erhebliche Probleme bereiteten. Die Leistung erwies sich in der Praxis als zu stark für die Daimler-Getriebe, sodass das Werk nach und nach alle 4,5-Liter-Fahrzeuge zurücknahm und die meisten von ihnen nachträglich mit herkömmlichen 3,5-Liter-Motoren ausstattete.
Eine Besonderheit war das 1956 eingeführte The Lady’s Model, das auf einem 310-Chassis aufbaute. Das von Norah Docker initiierte Modell wies eine „Galaxie voll typisch weiblicher Ausstattungsdetails“ wie einen Kosmetikkoffer, eine Picknickbox und eine Sonnenbrille auf. Abweichend von den Serienmodellen waren alle Schalter und Leuchten am Armaturenbrett mit ganzen Worten beschriftet. Nur „sehr wenige“ Autos wurden mit dem gesamten Ausstattungspaket bestellt. Daimler ging schnell dazu über, die Utensilien einzeln als aufpreispflichtiges Zubehör anzubieten.

#### Four Light Saloon (DF310/311)
Als Daimler 1955 den One-O-Four einführte, blieb der Sportsman weitgehend unverändert im Programm. Allerdings entfiel der Name Sportsman. Stattdessen erhielt das Auto die Bezeichnung Four Light Saloon. Regulär hat der Four Light Saloon den 3,5 Liter großen Reihensechszylindermotor. Außerdem stand die 4,5-Liter-Version im Programm. Sie wurde für 3.103 £ angeboten. Es ist allerdings zweifelhaft, ob sie tatsächlich produziert wurde.

#### Individuelle Aufbauten
Einzelne Chassis erhielten individuelle Aufbauten. Dazu gehört ein zweitüriges viersitziges Cabriolet mit gestreckter Pontonkarosserie von Beutler.